# Боссе, Эрнест Готтхильф
Эрнест Готтхильф Боссе (нем. Ernst Gotthilf Bosse; 4 августа 1785, Рига, Рижское наместничество — 27 ноября 1862, Флоренция) — придворный исторический художник немецкого происхождения, профессор, член Римской и Флорентийской академий изящных искусств, профессор Петербургской Академии художеств.

## Биография
Эрнест Боссе родился в 1790-е годы в городе Риге и был крещён в Рижском соборе 10 августа 1785 года. Происходил из балтийских немцев. Сначала был предпринимателем в родном городе, но затем решил получить художественное образование и стал заниматься в рисовальной школе Карла Августа Зенффа в Дерпте, после чего пришёл в Императорскую Академию художеств и до 1822 года служил живописцем при Императорском Эрмитаже.
В 1809 году в Риге он женился на Вильгельмине Софи Денмарк (1787—1884), дочери городского музыканта Иоганна Георга Дэннемарка и его жены Августы Доротеи (урождённой Дресслер).
За удачно нарисованный портрет российской императрицы Елизаветы Алексеевны Боссе был командирован за границу для рисования копий с картин знаменитых итальянских мастеров. Он сам составил Высочайше утвержденный реестр картин, с которых должен был писать копии. Условия были таковы: за 3000 рублей ежегодного вознаграждения он должен был представлять: если картина малого размера — одну копию в год; если среднего размера — одну копию в два года; если же большего размера, то одну копию в три года. По распоряжению императора Александра І копии предназначались для Академии художеств, «к пользе воспитанников».
Боссе поселился в Дрездене и в период с 1822 по 1830 год скопировал следующие картины:
большого размера:
1. Богоматерь с младенцем, с Рафаэля
2. Гений славы, с Ан. Караччи
среднего размера:
3. Христос с фарисеями, показующими монету, с Тициана
4. Христос с чашею (Карла Дольче)
малого размера:
5. Магдалина (Корреджио)
6. Голова Христа (Аннибала Караччи)
7. Ессе homo (Гвидо Рени)
8. Богоматерь (Сассоферато)
9. Портрет Аретина (Тициана)
10. Христос с пальмою (Гвидо Рени)
11. Ночь (Корреджио)
12. Магдалина (Батонио)
13. Св. Франциск (Корреджио)
14. Евангелист Иоанн (Гвидо Рени)
15. Ессе homo (Джиорджиони).

Совет профессоров Императорской Академии художеств посчитал, что копия Ессе homo (с Гвидо Рени) может считаться хорошей; остальные посредственны, а последние пять весьма слабы; что русские художники, находящиеся за границей, могли бы написать лучше. Ввиду этого академия художеств не хотела принимать эти копии, тем более, что доставка их из-за границы ложилась на её счет. По этому поводу возникла целая переписка; совет академии, во главе со своим вице-президентом, А. Н. Олениным, стоял на том, что копии очень плохи, что не стоит тратить на них такую большую сумму денег, какую выплачивают Боссе ежегодно, и что лучше было бы употребить эти деньги на поощрение русских художников. По-видимому, после этого, с 1832 года Боссе было отказано в денежном содержании. Из придворных живописцев он тоже был уволен, и за ним оставлено только звание профессора ИАХ.
Эрнест Готтхильф Боссе умер в 1862 году во Флоренции.
Двое его сыновей: Эдуард Георг Боссе (1810—1859) и Гаральд Юлиус Боссе (1812—1894) также стали художниками.